# Image macro

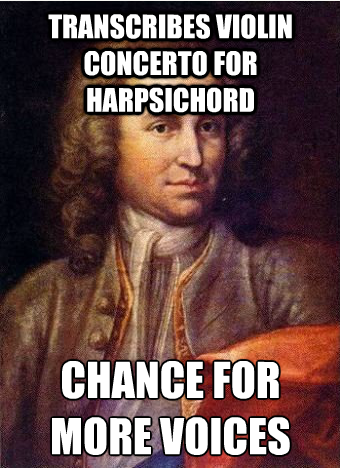
Een image macro met een afbeelding van Johann Sebastian Bach

In de internetcultuur is een image macro (Engels voor beeldmacro) een humoristische afbeelding met tekst.

## Formaat
Hoewel er vele vormen zijn, is het bekendste type van image macro's een afbeelding met daarboven vette hoofdletters in het lettertype Impact, vaak wit gekleurd met een zwarte rand. Dikwijls worden ook spelfouten en/of overdreven verkorte woorden, zoals in chattaal toegepast.